# نوک‌خنجری آمریکایی
نوک‌خنجری آمریکایی (نام علمی: Recurvirostra americana) نام یک گونه از سرده نوک‌خنجری است.